# Ralshoven

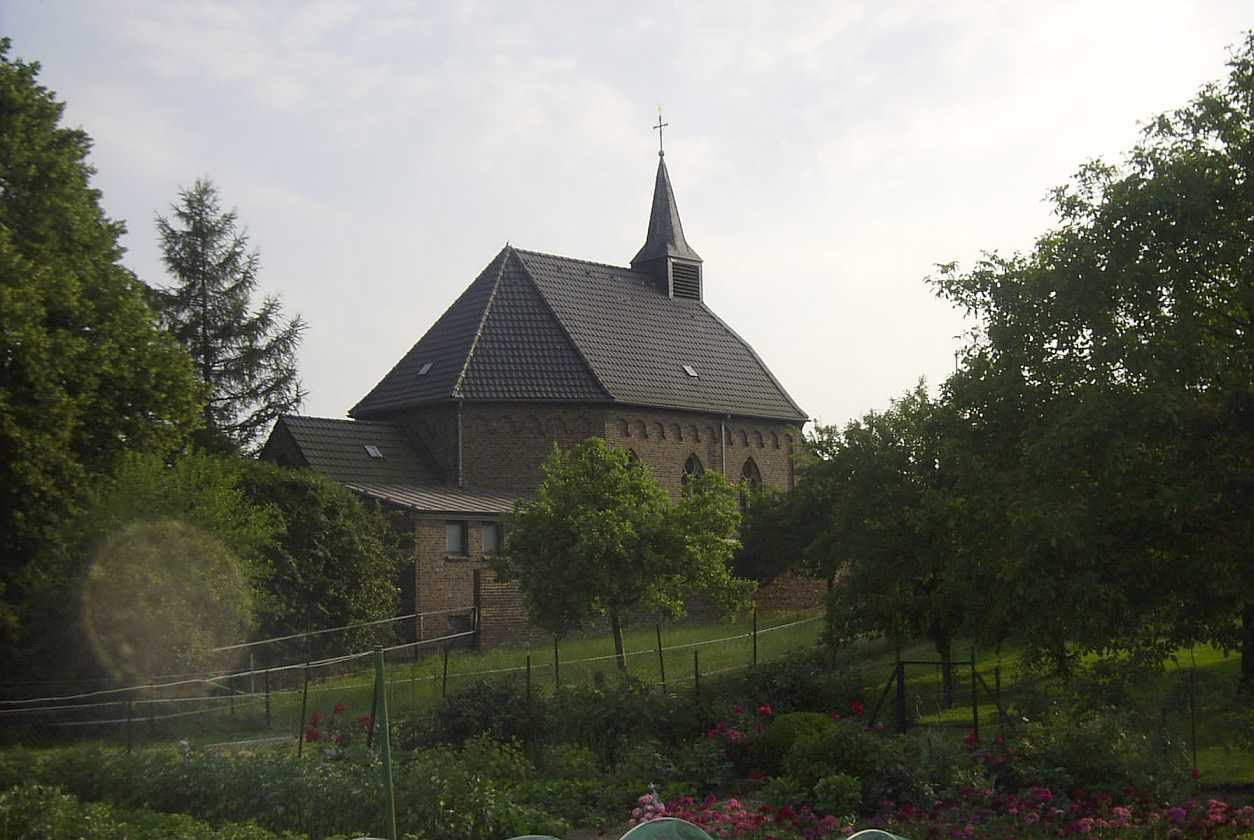
Ralshovener Kapelle

Das Dorf Ralshoven gehört zur Gemeinde Titz im Kreis Düren. Das Dorf ist im Umland bekannt für seine Marienkapelle, zu der Wallfahrten stattfinden.

## Lage
Der Ort liegt zwischen dem Linnicher Ortsteil Hottorf im Westen und Gevelsdorf im Osten. Im Süden liegt die Ortschaft Müntz und im Norden der Erkelenzer Ortsteil Katzem.

## Geschichte
Der Ortsname wird auf germanische Wurzeln („Ralshoven“ = Hof des Raben) zurückgeführt. Seit dem 19. Jahrhundert war Ralshoven eine Gemeinde im Kreis Jülich. Am 1. April 1936 wurde die Gemeinde Ralshoven in die Gemeinde Gevelsdorf eingegliedert.

## Bauwerke

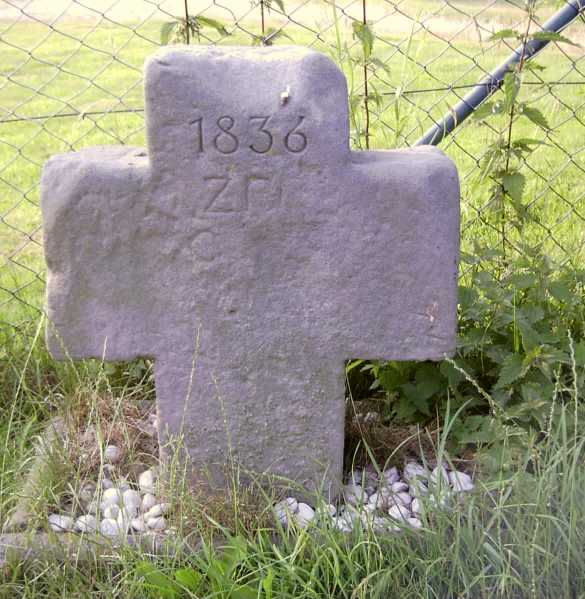
Steinkreuz

- Kapelle „Maria Hilf“
- Kreuzwegstationen von 1836

## Verkehr
Rurtalbus fährt Ralshoven mit der AVV-Linie 287 an. Bis zum 31. Dezember 2019 wurde diese Linie vom BVR Busverkehr Rheinland bedient. Zusätzlich verkehrt zu bestimmten Zeiten ein Anruf-Sammel-Taxi.
| Linie | Verlauf |
| ----- | --- |
| 287   | (Linnich Rathaus –) Linnich-SIG Combibloc – Kiffelberg – (Tetz – Boslar – Hompesch – Müntz) / (Gevenich – Kofferen – Hottorf) – Hasselsweiler / (Ralshoven – Gevelsdorf) – Titz |
| AST   | AnrufSammelTaxi: Mo–Fr abends, Sa nachmittags/abends, So Jülich Bf/ZOB – Jülich Innenstadt – Lich-Steinstraß / Stetternich – Pattern / Welldorf – Mersch / Serrest / Güsten – Hompesch / Sevenich / Höllen – Müntz / Spiel / Rödingen / Bettenhoven – Ameln / Hasselsweiler / Ralshoven – Gevelsdorf / Kalrath – Titz – Mündt / Opherten – Jackerath |

## Vereine
- Katholische Frauengemeinschaft Hottorf-Ralshoven
- Ortsbauernschaft Gevelsdorf-Ralshoven